# Guatteria olivacea
Guatteria olivacea é uma espécie de magnólia. Foi descrito pela primeira vez por Robert Elias Fries .  Guatteria olivacea pertence ao gênero Guatteria, e à família Annonaceae.
Este tipo de planta pode ser encontrado em:
- Peru

Não existe esse tipo listado.